# Erysimum bicolor
Erysimum bicolor är en korsblommig växtart som först beskrevs av Jens Wilken Hornemann, och fick sitt nu gällande namn av Dc. Erysimum bicolor ingår i släktet kårlar, och familjen korsblommiga växter. Inga underarter finns listade i Catalogue of Life.

## Bildgalleri

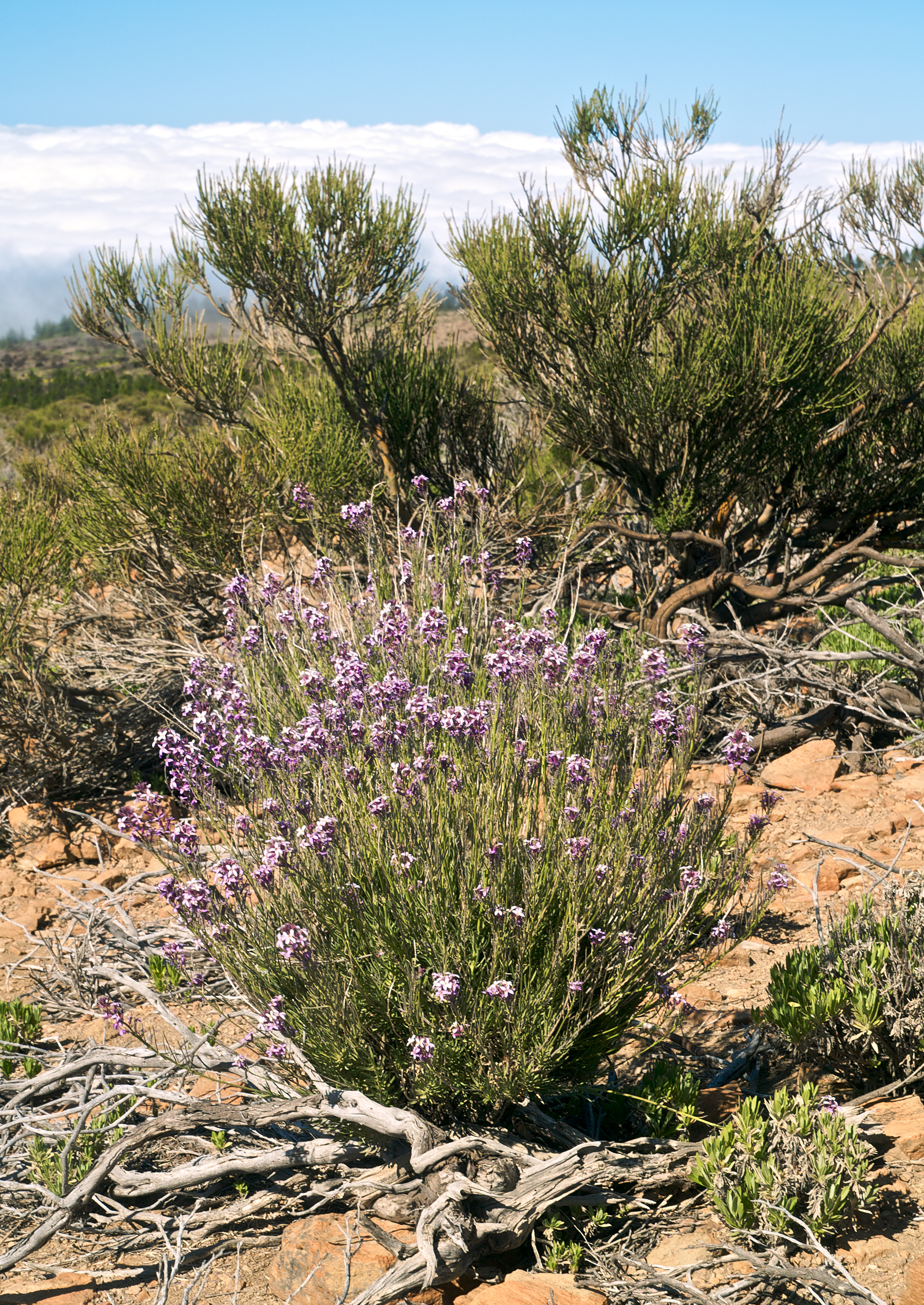
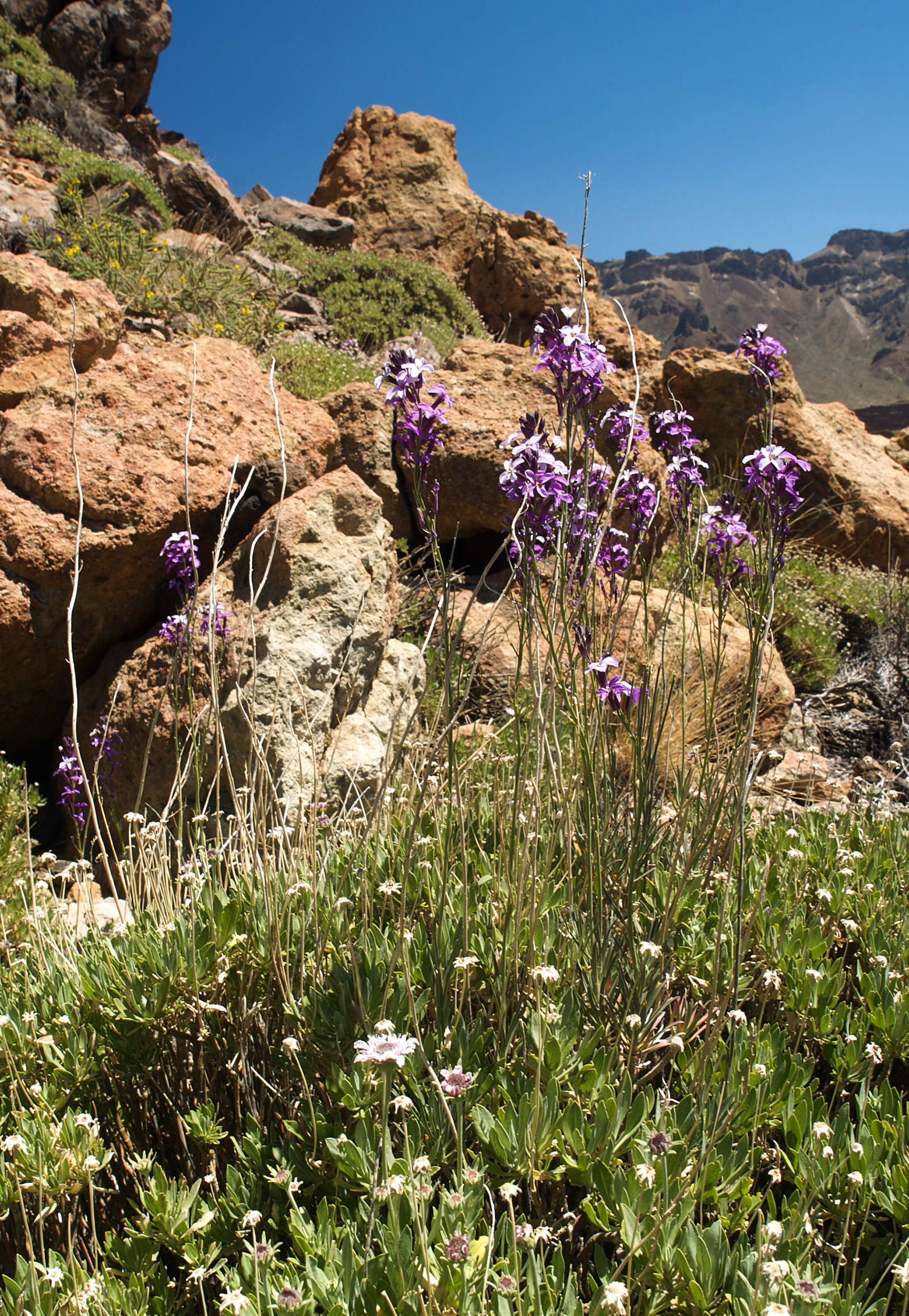
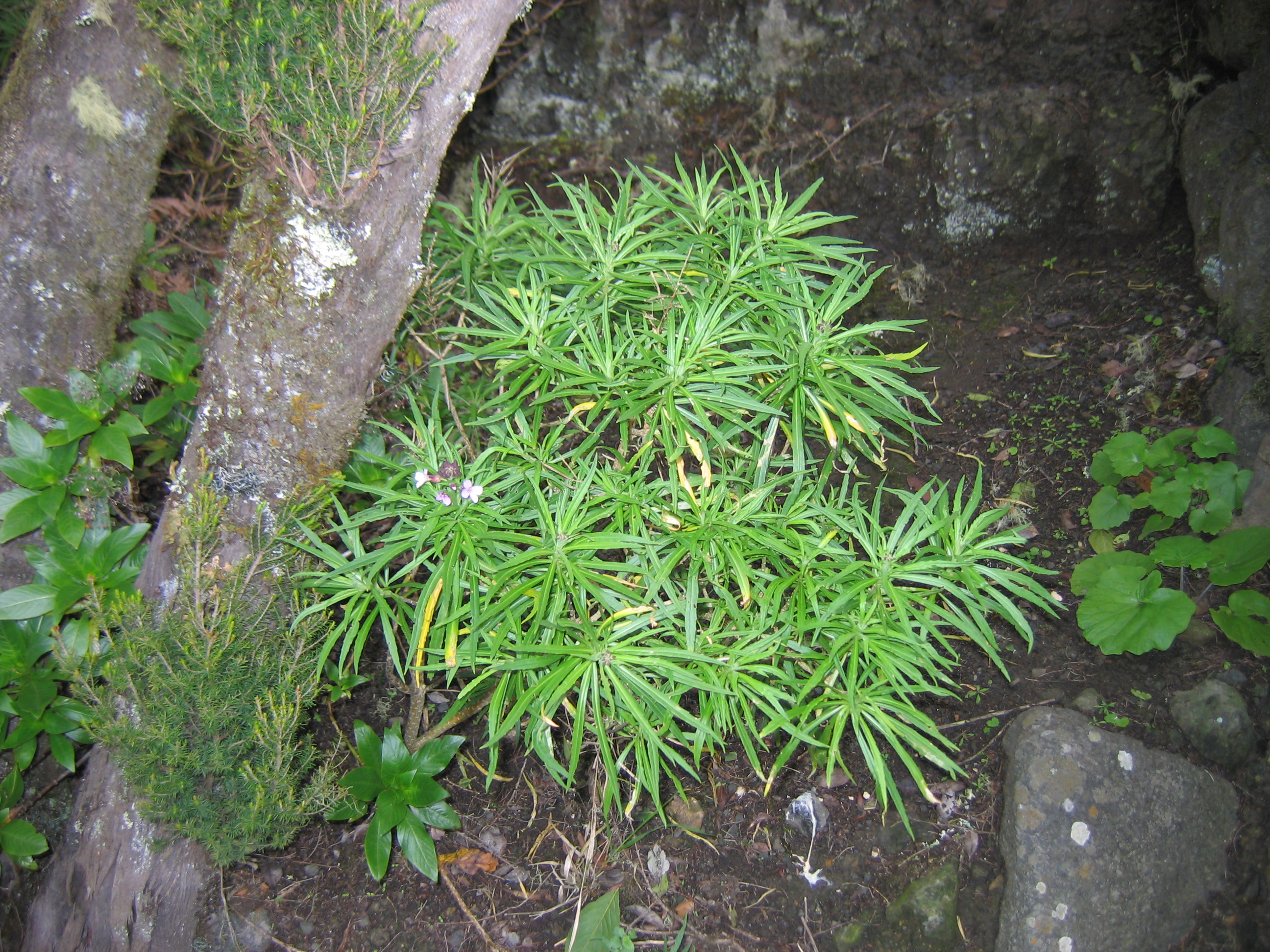
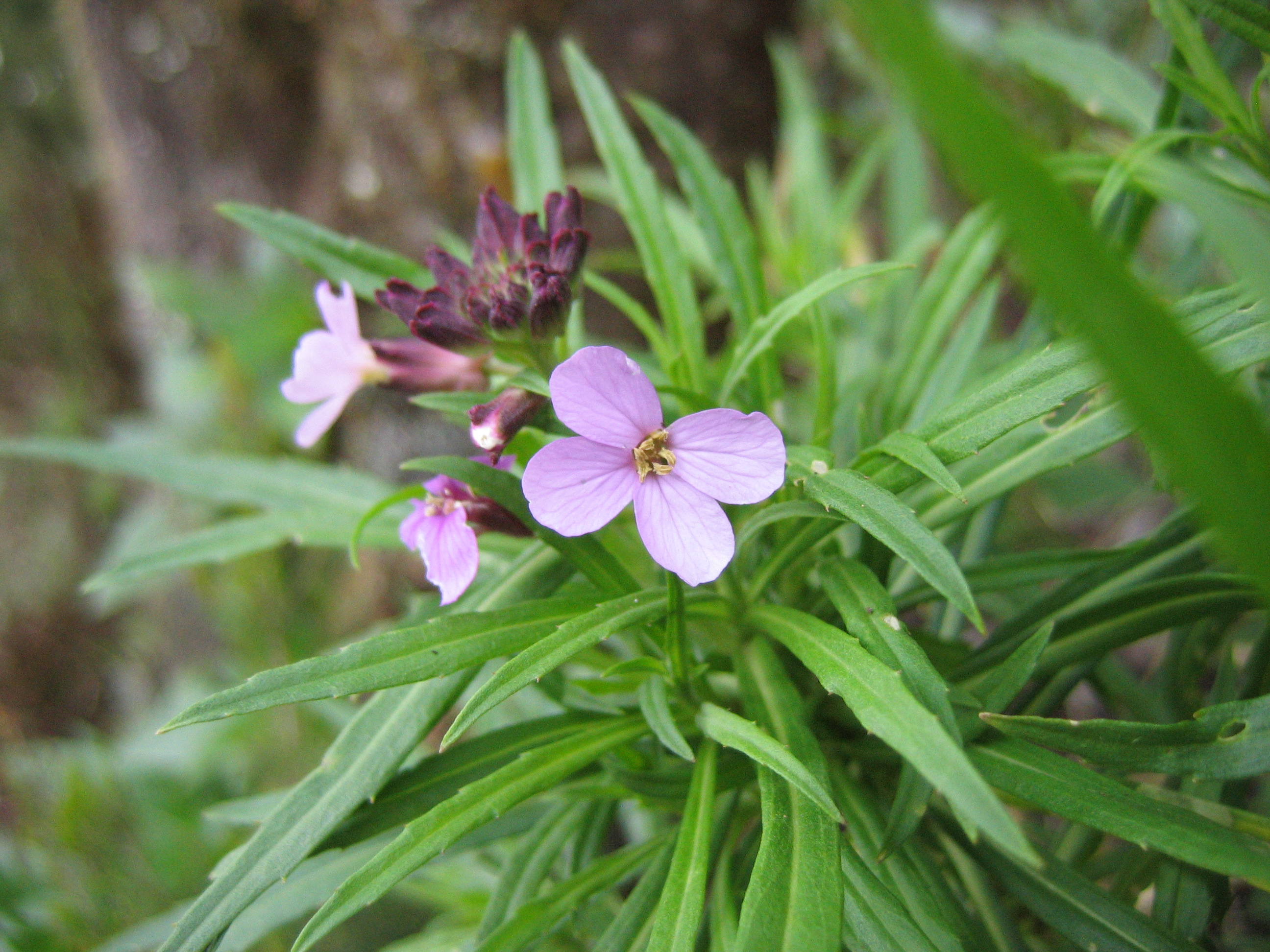
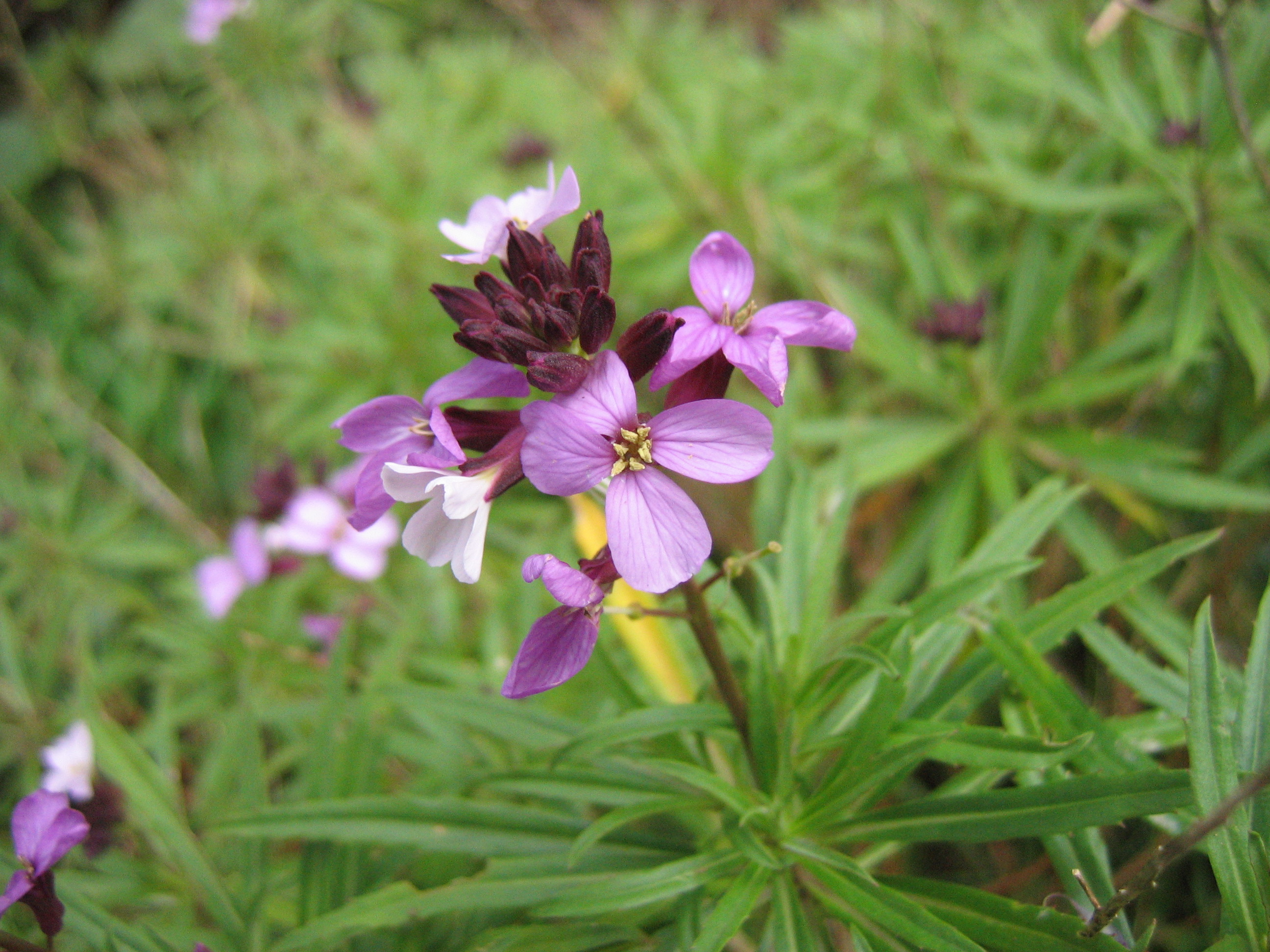